# Chloé Robichaud
Chloé Robichaud (Québec, 31 januari 1988) is een Canadees filmregisseuse en scenarioschrijfster.

## Biografie
Chloé Robichaud werd in 1988 geboren in het quartier Cap-Rouge en woont in Montréal. Ze studeerde aan het Séminaire Saint-François in Québec en volgde daarna filmstudies aan het Cégep Garneau van de Concordia-universiteit in Montréal (2007-2010) en aan het Institut national de l'image et du son (2010).
Robichaud realiseerde een aantal korte films waaronder Chef de Meute die werd geselecteerd voor de officiële competitie op het filmfestival van Cannes in 2012.
Vervolgens schreef en regisseerde ze in 2012 haar eerste speelfilm Sarah préfère la course, die werd vertoond op het filmfestival van Cannes in 2013 in de sectie Un certain regard. Deze film won in datzelfde jaar de 'Women in Film & Television Vancouver Artistic Merit Award' op het Internationaal filmfestival van Vancouver.
In 2013 begon ze met de realisatie van de webserie Féminin/Féminin over zes lesbische vrouwen uit Montréal, waarvan de eerste episode online ging op 14 januari 2014.
In de herfst van 2015 startte Robichaud met de opnames van haar tweede speelfilm Pays (Boundaries) die in wereldpremière ging in de officiële selectie van het internationaal filmfestival van Toronto in 2016.

## Filmografie

### Films
- Deux Femmes en or (2025)
- Les Jours heureux (2023)
- Pays (Boundaries) (2016)
- Sarah préfère la course (2013)

### Kortfilms
- Delphine (2019)
- Chef de Meute, officiële selectie filmfestival van Cannes (2012)
- Nature morte, sectie Les courts du Québec, filmfestival van Cannes (2011)
- Moi non plus (2010)
- Au revoir Timothy (2009)

### Andere
- Videoclip Alice van Philippe Brach (2016)
- Webserie Féminin/Féminin (2014)[5]
- Videoclip Le rendez-vous van Valérie Carpentier (20)

## Prijzen en nominaties
De belangrijkste:
| Jaar | Prijs                                                     | Categorie               | Film                    | Uitslag  |
| ---- | --------------------------------------------------------- | ----------------------- | ----------------------- | -------- |
| 2015 | Gémeaux-prijs                                             | Beste webserie – fictie | Féminin/Féminin         | Gewonnen |
| 2014 | Buenos Aires International Festival of Independent Cinema | SIGNIS-Award            | Sarah préfère la course | Gewonnen |
| 2013 | Internationaal filmfestival van Vancouver                 | Women in film-award     | Sarah préfère la course | Gewonnen |
| 2013 | Internationaal filmfestival van Baja                      | Beste film              | Sarah préfère la course | Gewonnen |